# Vikar Haraldsson
Víkar Haraldsson (nórdico antiguo Víkarr; latin Wicarus) fue un legendario caudillo vikingo noruego, rey de Agder. Según la leyenda, Vikar se encontró a sí mismo y a sus drakkars con viento en calma durante mucho tiempo y que para levantar viento, se necesitaba un sacrificio de sangre humana que recayó en suerte en la figura del mismo rey. Starkad (Starkaðr), preparó una artimaña colgando al rey en un árbol, ya que Starkad se percató de que el mismo Odín deseaba la muerte de su rey. Según la saga de Gautrek, cuando Starkad dirigió una rama hacia el rey, un tallo que aparentaba una lanza con la que Starkad debía sacrificar a Vikar, se convirtió en real, y las inofensivas tripas de becerro en fuertes sogas de mimbre que sujetaban y casi asfixiaban al rey. Vikar murió. Saxo Grammaticus en su Gesta Danorum (libro 6) hace referencia en una versión parecida con un relato de transformación mágica, pero prefiere o inventa una historia más realista donde Starkad ató con mimbre al rey fuertemente que casi no podía respirar y luego apuñaló a Vikar con su propia espada. Esta fue la primera de los tres grandes crímenes de Starkad.

## Gesta Danorum
La cita de Saxo es corta, como un sumario. Afirma que Odín había dado Starkad tres oportunidades de evitar la muerte, a cambio de un número proporcional de crímenes. Sigue una fuerte discusión entre Odín y Thor, que interrumpe el relato y parece fuera de lugar. La discusión pudo ser inspirada por una más amplia exposición como la versión de la saga de Gautrek donde se decide el destino de Starkad por un intercambio de bendiciones y maldiciones que establecen los dioses Odín y Thor alternativamente.
Para Saxo, Vikar (Wicarus) es simplemente "rey de Noruega" más que rey de Hordaland o cualquier otra región noruega. Una vez que el destino de Starkad se ha marcado, se dirige al rey Vikar (quizás por primera vez) con el fin de lograr su muerte.

## Saga de Gautrek
Víkar era hijo del rey Harald de Agder (Haraldr inn egðski) cuyos ancestros no se mencionan. Tras la muerte del padre de Starkad, Stóvirk (Stórvirkr), el joven Harald entra en la corte de Harald junto con el príncipe Vikar. Una noche, el rey Herthjóf de Hordaland (Herþjófr) ataca por sorpresa, mata al rey Harald y toma a Vikar como rehén para asegurarse un comportamiento adecuado de los antiguos vasallos de Harald. Herthjóf es el hijo del rey Hunthjóf (Hunþjófr), hijo de Fridthjóf el que Resalta o Fridthjóf el Rotundo (Friðþjófr inn frækna), protagonista de Friðþjófs saga hins frœkna.
Algunos años más tarde, Vikar reúne algunos héroes, incluido el joven Starkad, ataca por sorpresa la morada de Herthjóf, y mata al rey junto a treinta de sus hombres. Vikar se convierte así en rey de Agder, Jadar (Jaðar, hoy Jæderen en Hordaland), y el reino de Hardanger (Harðangr, hoy Hardanger) donde Herthjóf también gobernaba. La historia sigue con los triunfos de Vikar en la batalla del lago Vænir (hoy Vänern) contra el rey Sísar (Sísarr) de Kiev, o la derrota del hermano de Herthjóf, el rey Geirthjóf de Uplands (Geirþjófr), en una guerra donde Geirthjóf pereció en la primera batalla de Telemark, y como Vikar no solo dominó Uplands pero también Telemark, que pertenecía a otro hermano de Geirthjóf, llamado Fridthjóf quien no estaba presente en aquel tiempo. Cuando Fridthjóf regresó y atacó, Vikar le derrotó con ayuda del rey sueco Óláf el Perspicaz (Óláfr inn skyggni), rey de Nærríki (hoy Närke). Fridthjóf aceptó un tratado por el que se cedía el reino a Vikar, a cambio de su vida y libertad. En la segunda batalla de Telemark, Starkad aparece como el más grande de los guerreros de Vikar.
Tras las numerosas victorias, navegando desde Agder a Hordaland con un gran ejército, Vikar se encuentra con un mar en calma. Las runas muestran que Odín requiere un sacrificio de una persona elegida entre la tripulación y siempre surge Vikar en suertes. Entonces Grani pelo de Caballo (Hrosshárs-Grani), padre adoptivo de Starkad, lleva a Starkad a una reunión secreta de los dioses y se muestra como el mismo Odín. Tras bendiciones y maldiciones que recaen sobre Starkad alternativamente por una discusión entre Odín y Thor, Odín le pide a Starkad que le envíe al rey Vikar en pago por sus bendiciones. Starkad acepta y recibe de Odín una lanza que asegura solo parecerá una ramita inofensiva y es así como Vikar encuentra su final.

## Hálfs saga ok Hálfsrekka

### Vikar Alreksson
Hálfs saga ok Hálfsrekka habla de otro rey diferente. Aquí Vikar es el hijo del rey Alrek de Hordaland (Alrekr) y no hay mención al rey Harald de Agder o el rey Herthjóf de Hordaland. Los ancestros de Alrek no se mencionan, pero según el Ættartolur (genealogía anexa a Hversu Noregr byggdist), Alrek era hijo de Eirík el Elocuente (Eiríkr inn málspaki), hijo de Alrek, hijo de Eirík, hijo de Skjöld (Skǫldr), hijo de Skilfir, rey de Vörs (Vǫrs), (hoy Voss) al norte de Hordaland. Skilfir es el primer ancestro de la dinastía Skilfing, Scylfing o Ynglings. 
Alrek habitó en Alreksstead (Alreksstaðr, hoy Alrekstad), probablemente el nombre procede de él mismo. Alrek había casado Signý, la hija de un rey sin nombre de Vörs, pero se instó al vikingo Koll (Kollr), uno de sus hombres, a buscar también a Geirhild (Geirhildr) hija de Drif (Drífr). Mientras tanto, Odín llegó a Geirhild bajo la apariencia de un hombre llamado Hött (Hǫttr) y negoció con Geirhild que sería la esposa de Alrek, si Geirhild aceptaba pedir a Hott cualquier cosa. Geirhild aceptó. Cuando vio Alrek a Geirhild, él la tomó como su segunda esposa.
Pero Signý y Geirhild peleaban en todo momento hasta el punto que Alrek decidió renunciar a una de ellas y anunció que mantendría a la que preparase la mejor cerveza cuando regresara de sus expediciones. Signý oró a Freyja, pero Geirhild oró a Hott, quien se presentó ante ella, escupió en la cerveza, pero dijo que volvería a tomar a cambio lo que había entre ella y la cuba de cerveza, es decir, el hijo de Alrek en el seno de Geirhild. Cuando regresó Alrek juzgó que la cerveza de Geirhild era la mejor y así la mantuvo como su esposa, pero dijo que preveía a su hijo en una horca, sacrificado a Odín.
El relato sigue con Alrek asesinado por el rey Jösur de Rogaland (Jǫsurr) en una guerra contra Koll de Kollsey. Alrek ya había muerto y Jösur había marchado cuando Vikar llegó al campo de batalla. Años más tarde, Jösur fue de nuevo a Kollsey, y Vikar le atacó y le mató junto a todos los granjeros de la zona, dejando con vida solo a las mujeres, a partir de entonces aquella tierra se conoció como Kvennaherad (Kvennaherað o 'el hundred de las mujeres'). La guerra siguió entre Vikar y el hijo del difunto rey Jösur, Hjör de Rogaland (Hjǫrr) hasta que al final llegaron a un acuerdo de paz. Hjör y sus descendientes se llamaron a partir de entonces, reyes de Hordaland.
A partir de este punto, Vikar desaparece de la historia y no se menciona ni siquiera su muerte, centrándose el relato en la figura de Hjör de Rogaland, su hijo Hjörleifur kvennsami Hjörsson (Hjǫleifr), y su nieto Hálfur Hjörleifsson (Hálfr) quien es el personaje principal de la saga.

## Descendencia de Víkar

### Saga de Gautrek
Según la saga de Gautrek Víkar tuvo dos hijos llamados Harald y Neri. Víkar nombró a Harald rey de Telemark y a Neri jarl de Oppland. A la muerte de Vikar, los hermanos llegaron al acuerdo de repartirse las posesiones, Harald mantuvo Agder y Hordaland, Neri se convirtió en jarl de Telemark y Oppland.

### Hálfs saga og hálfsrekkayÆttartolur
Según Hálfs saga og hálfsrekka y Ættartolur, Víkar tuvo un hijo llamado Vatnar, la saga Hálfs cita que está enterrado en Vatnar's Howe (Vatnarshaugr). Vatnar tuvo dos hijos a su vez, Snjall (Snjallr) y Hjall (Hjallr), que están enterrados en Brothers' Howe (Bræðrahaugr).
Ættartolur los nombres de los hijos de Vatnar cambian, Ímald (Ímaldr) y Eirík; este Eirik de Hordaland sería padre de Gyda (Gyða) que casó con el unificador de Noruega Harald I de Noruega y aparece en la saga de Harald I de la Heimskringla del escaldo islandés Snorri Sturluson.